# Parmjit Dhanda
Parmjit Singh Dhanda, född 17 september 1971, är en brittisk Labourpolitiker. Han var parlamentsledamot för valkretsen Gloucester i sydvästra England från 2001 till 2010.
Dhanda kandiderade till Europaparlamentet 1999, men blev inte invald.